# Rivière Sainte-Suzanne
La rivière Sainte-Suzanne est un fleuve français situé dans le département d'outre-mer de La Réunion. Elle prend sa source sur les pentes du Piton Bé Massoune dans les Hauts du territoire communal de Sainte-Marie puis traverse celui de Sainte-Suzanne en s'écoulant du sud-ouest vers le nord-est. Elle se jette dans l'océan Indien au bout de 18,9 km.

## Géographie
Le long de son parcours, le fleuve prend la forme d'une chute d'eau remarquable, la cascade Niagara.

## Flore
La rivière Sainte-Suzanne est l'une des trois seules stations connues de l'espèce florale Cyperus expansus, endémique du nord-est de la Réunion.

## Infrastructures
Un stade d'eau vive inauguré le 26 juillet 2013, le stade en eaux vives de Sainte-Suzanne, se trouve sur la rive gauche près de l'embouchure. Depuis 2021 il est le lieu d'une compétition annuelle de canoë-kayak, la Run Slalom.
Un tronçon de la rivière, du Bassin Bœuf au Bassin Banane, est un canyon équipé et parcouru par les amateurs de canyoning : le canyon de Sainte Suzanne (ou Bassin Bœuf).